# 鹽行
鹽行，又寫為塩行，是臺灣臺南市永康區的一個傳統地域名稱，位於該區西北部，因過去有許多鹽商在此設行批發零售而得名。相較於今日行政區，其範圍大致包括塩洲里不含東北端、塩行里不含東南端、塩興里、蔦松里西部（國道一號以西部分）南半葉、三民里西南部（永康大排以南地區）。

## 歷史沿革
舊鹽行聚落是臺江內海沿岸的港口，位於洲仔尾北邊，明鄭時期屬於天興縣（州）武定里，清初為臺灣府臺灣縣武定里，清末則屬臺南府安平縣內武定里。鹽行的形成與洲仔尾鹽場有密切關係，由於有許多鹽商在此設行批發零售鹽巴，所以聚落命名為「鹽行」。但是隨著洲南場在乾隆五十三年（1788年）毀於水災，導致居民四散，自此開始逐漸沒落。後來在清嘉慶十年（1805年）又受到蔡牽率眾侵擾影響，道光元年（1821年）、道光三年（1823年）又受到洪水破壞。在接二連三受到重創後，舊鹽行聚落在清末已逐漸荒廢。
日治時期，鹽行先是歸臺南民政支部安平出張所管轄，之後陸續歸臺南縣灣裡辨務署、臺南廳大目降支廳管轄，最後行政區劃改為臺南州新豐郡永康庄鹽行大字。二次大戰後，鹽行、洲仔尾、六甲頂合併為臺南縣永康鄉鹽行村。民國35年（1946年）新化大地震重創鹽行，之後居民於省道台1線（中正南路）與南142線（仁愛街）匯合處的西邊與西南邊重新建立聚落，也就是現今的鹽行聚落。民國71年（1982年）再將台1線以北地區設為「鹽洲村」，慈靈廟西邊設甲頂村。民國82年（1993年）永康鄉升格為永康市，鹽行村也改成鹽行里。民國107年（2018年），有鑑於當地人口快速增長，遂再將鹽行里一分為二，新增鹽興里，範圍為省道台1線以西。
本聚落地理位置鄰近永康交流道，國道客運皆有停靠，未來亦將在交流道西側的物流轉運專區興建永康轉運站。行經本聚落的中正南路廠房林立，是座工業區，帶動就業人口居住。南側與北區鄭子寮以柴頭港溪相隔，兩地形成一日生活圈。境內有兩間連鎖大型賣場家樂福與愛買進駐，為當地帶來不錯的生活機能，宗教信仰中心有鹽行禹帝宮與鹽行天后宮，大專院校有台南應用科技大學與南台科技大學。

## 交通

### 公車、客運
- 大台南公車

| 路線 | 經營業者 | 起站       | 迄站             | 延駛     | 計費方式                                                               |
| ---- | -------- | ---------- | ---------------- | -------- | ---------------------------------------------------------------------- |
| 5    | 府城客運 | 和順轉運站 | 市立醫院         | 大甲里   | 一段票                                                                 |
| 20   | 巨業交通 | 仁德轉運站 | 安南醫院         |          | 一段票                                                                 |
| 21   | 府城客運 | 臺南火車站 | 永康休閒育樂中心 |          | 九人座小巴班次繞駛奇美醫院 一段票                                      |
| 62   | 興南客運 | 奇美醫院   | 高鐵台南站       | 桂田酒店 | 部分班次繞駛沙崙國中 二段票，分段點：仁德交流道 緩衝區：富農街口－仁德 |
| 橘12 | 興南客運 | 麻豆轉運站 | 臺南轉運站       |          | 里程計費                                                               |

- 國道客運
  - 2023年3月24日中午12時起原「鹽行」站廢除，改停靠「永康臨時轉運站」

| 路線 | 經營業者 | 起站 | 經由                                   | 迄站           | 備註 |
| ---- | -------- | ---- | -------------------------------------- | -------------- | ---- |
| 1611 | 統聯客運 | 臺南 | 新營、中港轉運站、南崁、三重或重慶北路 | 臺北轉運站     |      |
| 1612 | 統聯客運 | 臺南 | 新營、中港轉運站、三峽、新店、景美     | 臺北市府轉運站 |      |
| 1625 | 統聯客運 | 臺南 | 麻豆、新營、朝馬                       | 臺中           |      |
| 1837 | 國光客運 | 臺南 | 朝馬、林口                             | 臺北           |      |
| 1871 | 國光客運 | 臺南 | 台灣大道                               | 臺中           |      |
| 7500 | 和欣客運 | 臺南 | 麻豆、新營、朝馬、新竹、桃園           | 臺北           |      |
| 7505 | 和欣客運 | 臺南 | 麻豆、新營、中壢                       | 板橋           |      |

## 設施
- 永康轉運站（預計2024年第三季完工）
- 南台科技大學
- 台南應用科技大學
- 臺南市立鹽行國民中學
- 臺南市永康區三村國民小學
- 臺南市政府警察局永康分局鹽行派出所
- 統一企業總部
- 中華郵政永康鹽行郵局（臺南32支局）
- 合作金庫銀行永康分行
- 京城銀行鹽行分行
- 玉山銀行鹽行分行
- 中國信託銀行鹽行分行
- 全聯福利中心永康中正北店
- 小北百貨台南鹽行店
- 鹽行天后宮
- 鹽行禹帝宮
- 鹽行小組教會
- 台灣基督長老教會鹽行教會
- 家樂福中正店
- 愛買台南店
- 國道一號永康交流道
- 台1線中正北路、中正南路
- 南142線仁愛街、中正路